# Rolf Brandt-Rantzau
Rolf Brandt-Rantzau (Sarpsborg, 21 mei 1883 - 1955) was een Noors pianist.
Brandt-Rantzau was een zoon van een scheepskapitein (Jacob Mørch) en hield de naam van zijn moeder (Gesine Brandt-Rantzau) aan. Hij studeerde bij Paolo Gallico, Agathe Backer-Grøndahl en Xaver Scharwenka (Berlijn). Hij debuteerde rond 1900 en speelde in Noorwegen en daarbuiten. Hij was toen bekend vanwege zijn vertolkingen van muziek van Frédéric Chopin. Thoralf Norheim, die ook in de Verenigde Staten bekendheid kreeg, was een leerling van Brandt-Rantzau.
Eyvind Alnæs droeg zijn Caprice pour piano (opus 20) aan hem op in 1906.